# Rothsteiner Felsenfest

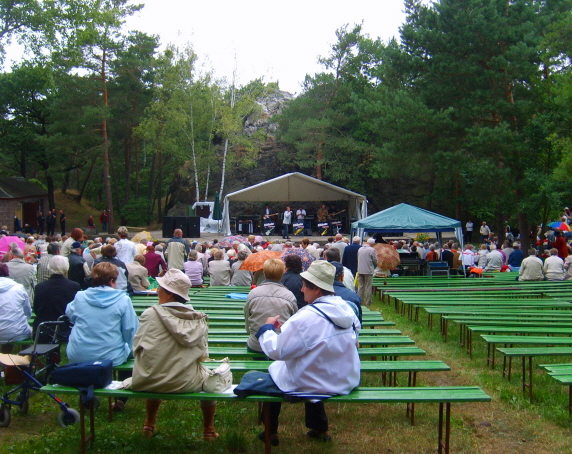
Freilichtbühne vor dem Felsen

Das Rothsteiner Felsenfest ist ein Volksfest, welches in der südbrandenburgischen Gemeinde Rothstein am ca. 560 Mio. Jahre alten Rothsteiner Felsen im Naturpark Niederlausitzer Heidelandschaft gefeiert wird.
Jeweils am 2. Wochenende im Juli eines Jahres fanden die viertägigen Veranstaltungen statt. Mit jährlich über 20.000 Besuchern war es lange Zeit eines der größten Volksfeste der Umgebung. Organisiert wird das Fest vom gegenwärtig 76 Mitgliedern zählenden Kultur- und Heimatverein Rothstein e.V. In den letzten Jahren besuchten immer weniger Gäste das Fest, weshalb es inzwischen auf drei Tage reduziert wurde und auch der Festplatz wurde stark verkleinert.
Bereits vor dem Ersten Weltkrieg feierte man vor der Kulisse des Felsens. Der Rothsteiner Bürgermeister Paul Berthold ließ später in der Umgebung des ehemaligen Steinbruchs zahlreiche Bäume pflanzen und das Fest erlangte in seiner Amtszeit große Bekanntheit. Im Juli 2017 wurde das 65. Felsenfest gefeiert.